# 李愚 (明朝)
李愚（？—？），字克明，河南開封府蘭陽縣人，明朝政治人物。
天順三年（1459年）己卯科河南鄉試舉人。授澧州知州，丁父憂歸，服闋，改晉州知州。成化年間因勸明憲宗勿近女色，被逮送至京師。不久憲宗下詔釋放，還釋出五百位宮女。曾平定桑沖之亂。晚年致仕歸里。子李鉉。